# Andrea Di Corrado
Andrea Di Corrado, né le 13 août 1988 à Ponte San Pietro, est un coureur cycliste italien.

## Palmarès

### Palmarès amateur
- 2009
  - Coppa Romano Ballerini
  - Gran Premio Ciclistico Arcade
  - Circuito Silvanese
- 2010
  - Trophée de la ville de Cuneo
  - Trofeo L'Eco del Chisone
- 2011
  - Trofeo Memorial Tito Squadroni
  - Gran Premio Vini Doc Valdadige
  - Trophée de la ville de Conegliano
  - 2e du Trophée Raffaele Marcoli
  - 2e du Gran Premio Calvatone

### Palmarès professionnel
- 2012
  - 5e étape du Tour de Turquie
- 2013
  - 3e du Tour du Limousin

## Classements mondiaux
| Année           | 2010   | 2011   | 2012 | 2013 |
| --------------- | ------ | ------ | ---- | ---- |
| UCI Europe Tour | 1 064e | 1 022e | 568e | 378e |